# Cynorta sigillata
Cynorta sigillata is een hooiwagen uit de familie Cosmetidae.